# 촐리코펜역
촐리코펜역(독일어: Bahnhof Zollikofen)은 스위스 베른주 뮌헨부흐제 지자체에 있는 기차역이다. 스위스 연방 철도의 표준궤 빌/비엔-베른 및 올텐-베른선과 1,000mm 미터궤 졸로투른-붸브라우펜의 베른-졸로투른 지역교통의 중간 정류장이다.

## 운행편
다음 서비스는 촐리코펜에서 정차한다.
- 베른 S-반 :
  - S3 : 빌/비엔과 벨프 사이를 30분 간격으로 운행
  - S31 : 빌/비엔와 벨프 간의 러시아워 서비스.
  - S4 : 툰과 랑나우
  - S8 : 베른과 예겐스토르프 사이에 15분 간격 운행